# Dudley Marjoribanks, 1. Baron Tweedmouth
Dudley Coutts Marjoribanks, 1. Baron Tweedmouth (* 29. Dezember 1820; † 4. März 1894) war ein britischer Politiker und Tierzüchter. Er wurde vor allem als der erste Züchter der als Golden Retriever bekannten Hunderasse bekannt.

## Leben
Marjoribanks wurde 1820 als dritter Sohn des Direktors der Londoner „Coutts Bank“ Edward Marjoribanks, Gutsherr von Greenlands und Ewden in Buckinghamshire, und dessen Gemahlin Georgiana, Tochter von Joseph Francis Louis Latour, Gutsherr von Hexton Park in Bedfordshire, geboren. Er wurde an der Harrow School in London und am Christ Church College in Oxford ausgebildet. Anschließend war es als Rechtsanwalt für die Honorable Society of Middle Temple tätig. Von seinem Vater erbte er ein beträchtliches Vermögen, das er später durch seine Tätigkeit als Geschäftsführer der Brauerei Meux Brewery noch erheblich erweitern konnte. In der Londoner Park Lane ließ er sich durch den Architekten Thomas Henry Wyatt das herrschaftliche Brook House errichten. Später erwarb er den Wald von Guisachan im Glen Affric in Inverness-shire sowie größere Ländereien bei Hutton und Eddington nahe der Heimat seiner Familie in Berwickshire.
1853 zog Marjoribanks als Abgeordneter für die Liberale Partei für den Wahlkreis Berwick-upon-Tweed ins britische Unterhaus ein. Am 25. Juli 1866 war ihm der erbliche Adelstitel Baronet, of Guisachan in Beaulieu in the County of Inverness, verliehen worden. Am 12. Oktober 1881 wurde er als Baron Tweedmouth, of Edington in the County of Berwick, zum Peer erhoben und dadurch Mitglied des House of Lords. Grund hierfür war die erhebliche finanzielle Unterstützung, welche seine Partei von ihm erhielt. Er starb 1894.

## Familie
Als Privatmann beschäftigte Marjoribanks sich vor allem mit der Hundezucht. In dieser Funktion „schuf“ er unter anderem die als Golden Retriever bekannte Hunderasse. Am 19. Oktober 1848 heiratete er Isabella, die älteste Tochter von Sir James Weir Hogg, 1. Baronet.
Das Ehepaar hatte mehrere Kinder:
- Edward Marjoribanks, 2. Baron Tweedmouth (1849–1909)
- Hon. Mary Georgiana Marjoribanks (1850–1909) ⚭ Matthew Ridley
- Stewart Marjoribanks (1852–1864)
- Annie Grizel Marjoribanks (1855–1856)
- Hon. Isabel Maria Marjoribanks (1857–1939) ⚭ John Hamilton-Gordon, 1. Marquess of Aberdeen and Temair
- Hon. Coutts Marjoribanks (1860–1924)
- Hon. Archibald John Marjoribanks (1861–1900)